# Ophiopsila annulosa
Ophiopsila annulosa är en ormstjärneart som först beskrevs av Michael Sars 1857.  Ophiopsila annulosa ingår i släktet Ophiopsila och familjen Ophiocomidae. Inga underarter finns listade i Catalogue of Life.